# Tanabata
Tanabata (tiếng Nhật: たなばた hoặc 七夕, từ Hán Việt: Thất Tịch, hay có thể hiểu là buổi tối mùng bảy), còn được gọi là Lễ hội Sao (星祭り Hoshi matsuri), là một lễ hội Nhật Bản bắt nguồn từ lễ Thất Tịch phương Đông. Trong văn hóa Nhật Bản, lễ hội Tanabata kỷ niệm cuộc gặp gỡ của thần Orihime và Hikoboshi (tương ứng là các ngôi sao Vega – Chức Nữ và Altair – Ngưu Lang).

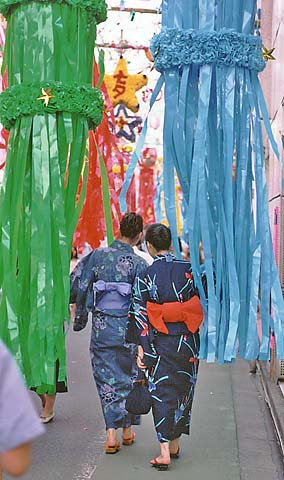
Phụ nữ Nhật mang trang phục Yukata dự lễ Tanabata.

Theo truyền thuyết, Ngân Hà ngăn cách tình yêu của hai người, khiến cho họ chỉ được phép gặp nhau mỗi năm một lần vào ngày thứ bảy của tháng Bảy âm lịch. Ngày lễ Tanabata thay đổi theo vùng của Nhật Bản, nhưng đều được tổ chức theo Dương lịch, bắt đầu đầu tiên ngày 7 tháng 7 theo Lịch Gregory (sau khi Nhật Bản bắt đầu sử dụng lịch này từ năm 1872). Tuy nhiên, do nhiều nơi vẫn dùng âm lịch để chọn ngày kỷ niệm, lễ được tổ chức vào các ngày khác nhau giữa tháng Bảy và tháng Tám khắp Nhật Bản.

## Lịch sử

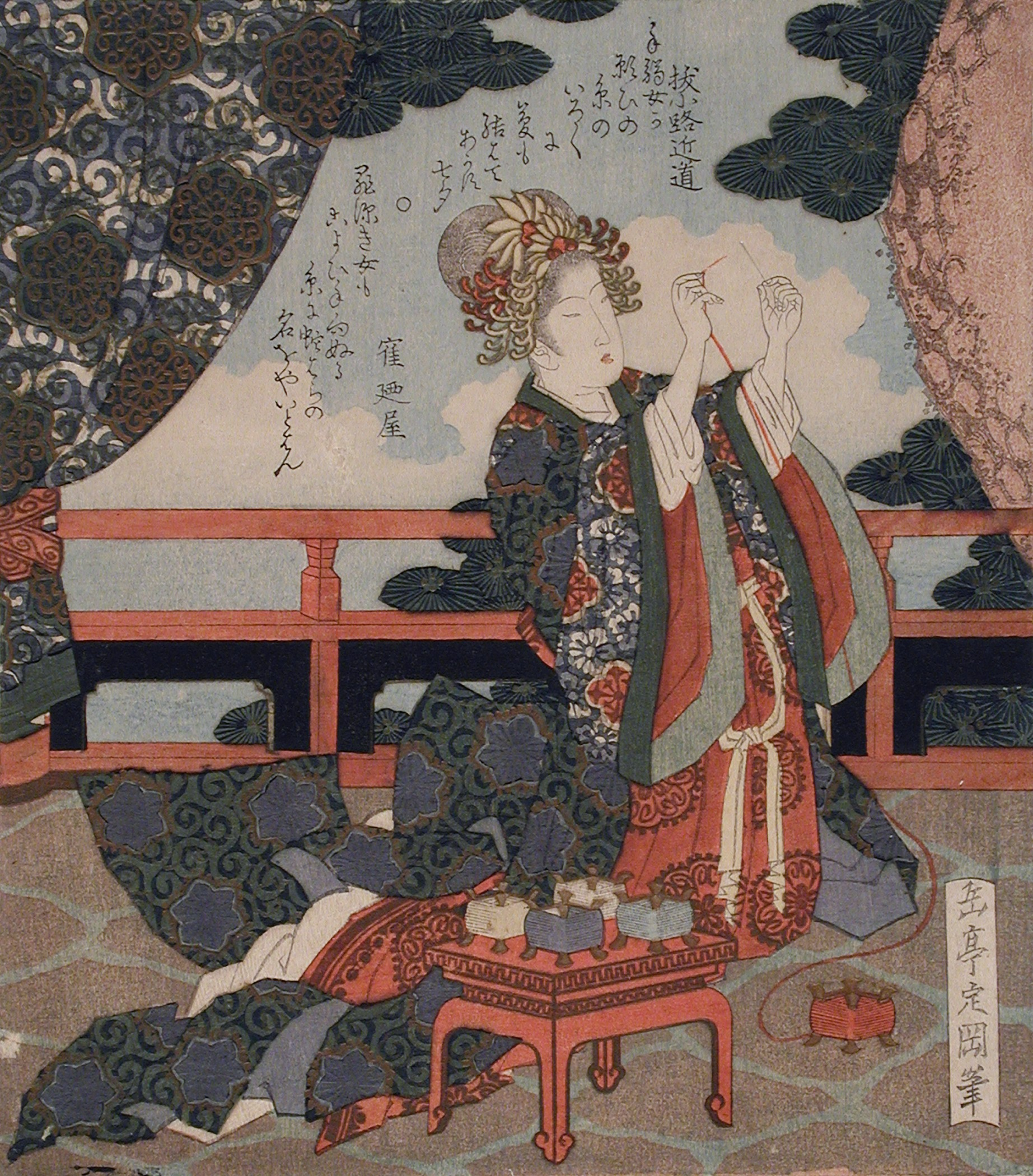
Tranh của Yashima Gakutei vẽ tục viết ước nguyện lên giấy rồi buộc vào nêu nhân lễ Tanabata

Lễ hội được giới thiệu đến Nhật Bản bởi Thiên hoàng Kōken vào năm 755. Nó bắt nguồn từ Lễ hội thể hiện tài năng (乞巧奠 Kikkōden), một tên gọi khác cho Thất Tịch, được tổ chức tại Trung Quốc và cũng được chuyển tới tại Cung điện Hoàng gia Kyoto từ thời kỳ Heian.
Tanataba đã trở nên phổ biến rộng rãi trong công chúng vào đầu thời kỳ Edo, khi bắt đầu pha trộn với lễ hội Bon, truyền thống Bon (bởi vì lễ hội Bon được tổ chức vào ngày 15 tháng Bảy sau đó) và dần dần phát triển thành Tanabata hiện đại. Phong tục phổ biến liên quan đến lễ hội thay đổi theo vùng của đất nước, nhưng nhìn chung, các cô gái mong muốn được may vá và nghệ thuật thủ công tốt hơn, các chàng trai mong muốn chữ viết tay tốt hơn bằng cách viết những điều ước trên dải giấy. Vào thời điểm này, phong tục là sử dụng sương còn sót lại trên lá khoai môn để tạo ra mực dùng để viết lời chúc. Hiện nay, bởi Nhật Bản chuyển sang lịch dương nên thời gian tổ chức lễ hội Bon phân biệt theo vùng, phần lớn diễn ra ngày 15 tháng Tám theo lịch mặt trời, gần với ngày ban đầu của nó trên lịch âm, làm cho thời gian của Tanabata và Bon tách biệt.
Cái tên Tanabata có liên quan từ cách đọc tiếng Nhật, Kanji về các ký tự Trung Quốc: Thất Tịch – 七夕, trước đây thường được đọc là Shichiseki (xem giải thích về các cách đọc Kanji). Người ta tin rằng nghi lễ thanh tẩy Thần đạo Shinto tồn tại cùng thời gian, khi đó miko đã dệt một tấm vải đặc biệt trên khung dệt gọi là tanabata (棚機), dâng lên một vị thần để cầu nguyện bảo vệ mùa màng khỏi mưa bão cho thu hoạch tốt vào cuối mùa thu. Dần dần, buổi lễ này hợp nhất với Kikkōden để trở thành Tanabata. Tên gọi Thất Tịch – 七夕 tiếng Trung và người Nhật đọc là Tanabata cùng trở thành một lễ hội, mặc dù ban đầu có nguồn gốc khác nhau.

## Thần tích

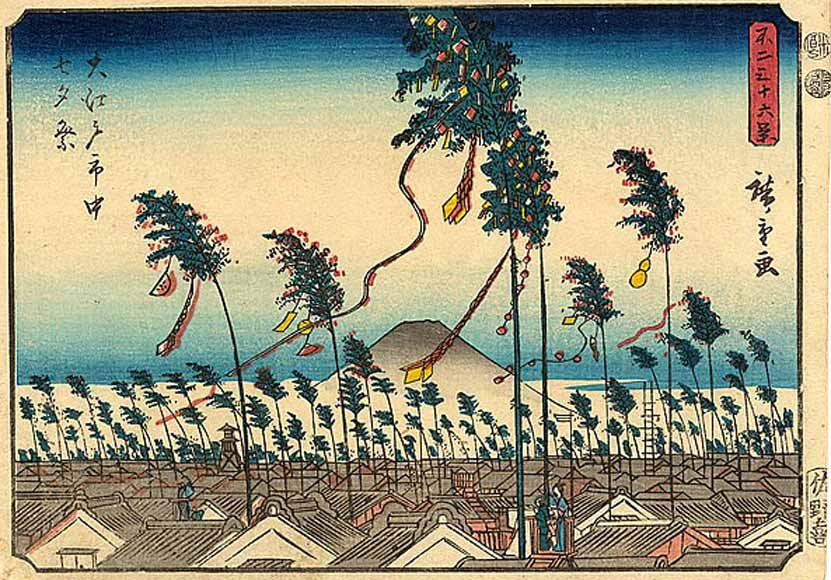
Bản khắc gỗ của Hiroshige vẽ lễ Tanabata ở Edo (Tokyo), năm 1852. Dân chúng đua nhau trồng nêu để buộc lời nguyện ước cho gió thổi lên trời

Giống như lễ Thất Tịch phổ biến ở Đông Á, Tanabata có nguồn gốc từ tích Ngưu Lang Chức Nữ – 牛郎織女 của Trung Hoa. Truyện này được thuật lại trong sách Man'yōshū (Vạn diệp tập) của Nhật Bản.
Truyện kể rằng:

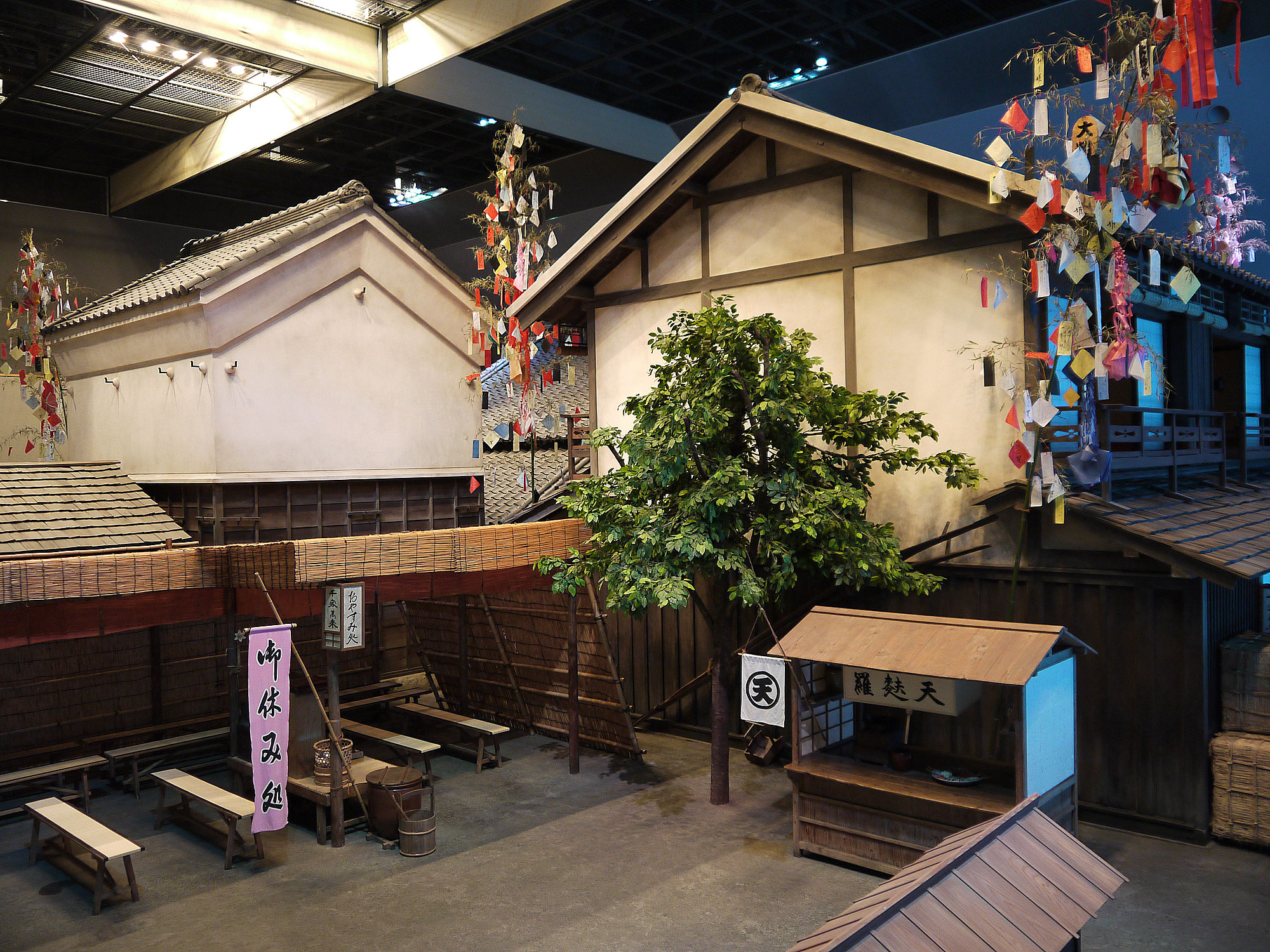
Cảnh hình mô tả Tanabata Edo tại Bảo tàng Fukagawa Edo.

Orihime (織姫, có nghĩa là "bà chúa dệt") là con gái của Ngọc Hoàng Thượng đế thường mặc áo đẹp ra bờ sông Amanogawa (天の川 – Ngân Hà). Vua cha là Thiên Đế thích lắm nên cô càng gắng sức dệt áo nhưng trong lòng lại buồn vì không có hy vọng gặp người trong mộng. Thương con Thiên Đế sắp dàn xếp cho cô gặp Hikoboshi (彦星, nghĩa đen là "anh chăn bò", còn được gọi là Kengyū 牽牛, tức là "người dắt bò") cũng ra bờ sông Amanogawa. Đôi tình nhân gặp gỡ và gắn bó nhưng khi đã thành vợ chồng thì Orihime biếng nhác việc dệt cửi còn Hikoboshi cũng lơ là khiến bò đi lạc trên thiên đàng. Vì quá giận, Thiên Đế đã bắt hai vợ chồng phải chia tay nhau, mỗi người một bờ, có sông Amanogawa ngăn cách. Orihime buồn khóc nhớ chồng, lệ rơi lã chã, rốt cuộc Thiên Đế lại cho hai vợ chồng tái hợp mỗi năm một lần vào ngày mùng 7 tháng Bảy với điều kiện Orihime phải chăm chỉ dệt cửi. 
Sông Amanogawa thì không có cầu bắc qua nhưng có bầy chim ác là chắp cánh làm cầu nối hai bờ. Tín ngưỡng dân gian Nhật Bản cho rằng nếu ngày mùng 7 tháng Bảy mưa to, nước sẽ dâng cao thì chim không bắc cầu được; thế là hai vợ chồng Orihime và Hikoboshi phải đợi sang năm sau mới được gặp nhau. Cơn mưa đó là nước mắt hai vợ chồng khóc thương nhau vậy. 
Câu chuyện có những điểm tương đồng với Lưỡng Hà Dumuzi và Inanna.

## Phong tục
Ở Nhật Bản ngày nay, mọi người thường tổ chức ngày này bằng cách viết những điều ước, đôi khi dưới dạng thơ, trên tanzaku (短冊, đoản sách), những mảnh giấy nhỏ và treo chúng trên cành tre, đôi khi bằng những vật trang trí khác (xem thêm Tre ước nguyện). Tre và đồ trang trí thường được đặt nổi trên sông hoặc bị đốt cháy sau lễ hội, khoảng nửa đêm hoặc vào ngày hôm sau. Điều này tương tự với phong tục của những con tàu giấy nổi và nến trên sông trong lễ hội Obon.
Nhiều vùng ở Nhật Bản có phong tục Tanabata của riêng họ, hầu hết liên quan đến truyền thống lễ hội Obon địa phương. Ngoài ra còn có một bài hát Tanabata truyền thống:
| Nguyên bản | Thơ | Chuyển ngữ | Dịch nghĩa |
| --- | --- | --- | --- |
| ささのは さらさら のきばに ゆれる お星さま きらきら きんぎん すなご ごしきの たんざく わたしが かいた お星さま きらきら 空から 見てる | 笹の葉 さらさら 軒端に 揺れる お星様 きらきら 金銀 砂ご 五色の 短冊 私が 書いた お星様 きらきら 空から 見てる | Sasa no ha sara-sara Nokiba ni yureru Ohoshi-sama kira-kira Kingin sunago Goshiki no tanzaku watashi ga kaita Ohoshi-sama kirakira sora kara miteru | Lá tre xào xạc, Và lắc lư dưới mái hiên. Những ngôi sao lấp lánh, Giống như hạt cát vàng và bạc. Những mảnh giấy ngũ sắc, Tôi đã viết. Những ngôi sao lấp lánh, Nhìn từ trên cao. |

### Ngày lễ

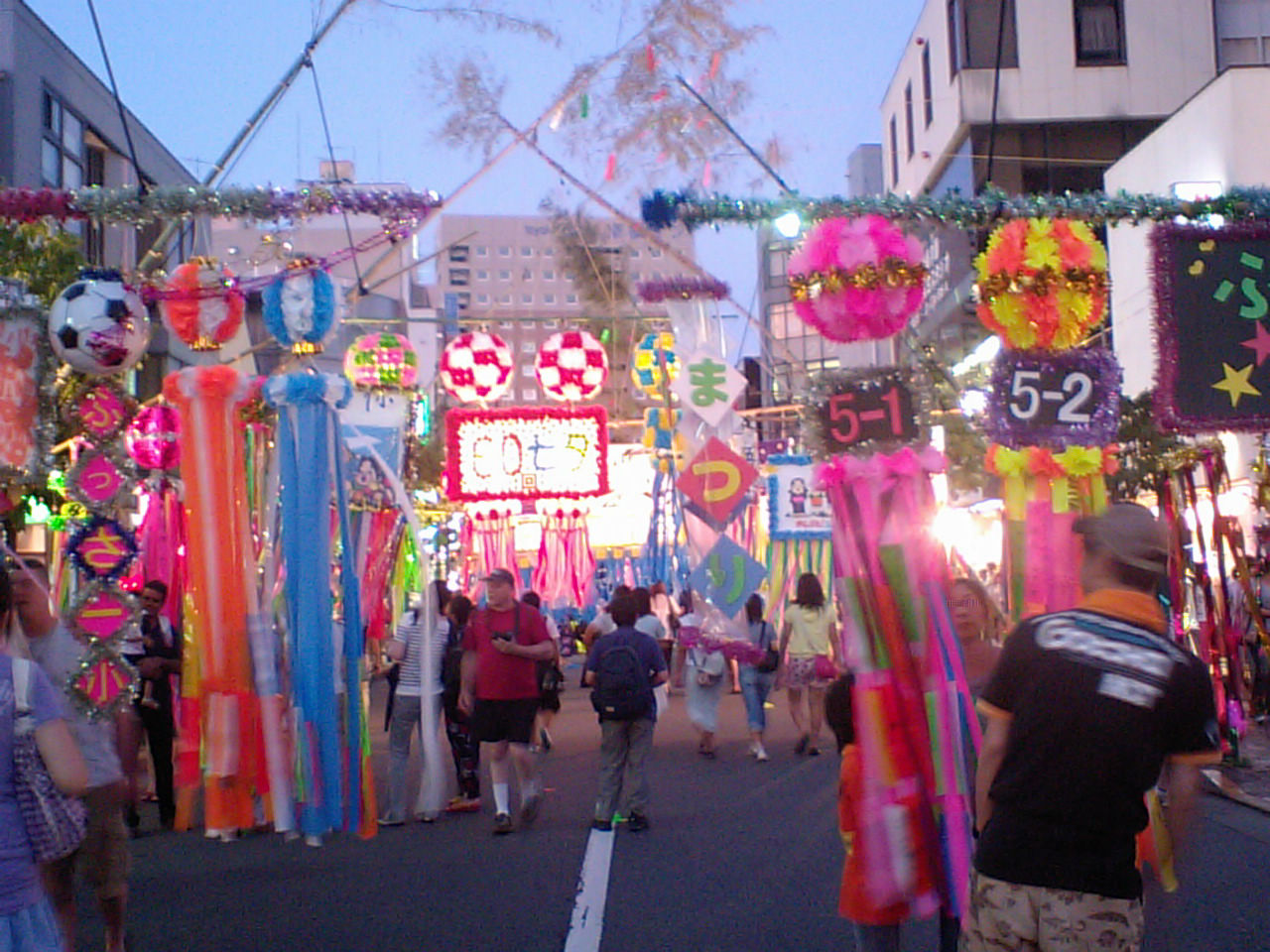
Lễ hội Tanabata tại Tokyo năm 2010.

Ngày Tanabata ban đầu được dựa trên âm dương lịch của Nhật Bản, chậm hơn một tháng so với Lịch Gregory. Do đó, một số lễ hội được tổ chức vào ngày 7 tháng 7, một số lễ hội được tổ chức vào khoảng ngày 7 tháng 8 (theo cách trì hoãn một tháng), trong khi một số khác vẫn được tổ chức vào ngày thứ 7 tháng 7 âm lịch của âm dương lịch truyền thống của Nhật Bản, thường là vào tháng Tám trong Lịch Gregory.
Ngày Lịch Gregory của ngày thứ bảy của tháng bảy âm lịch, âm dương lịch Nhật Bản cho những năm tới là:
- 2018: ngày 17 tháng Tám.
- 2019: ngày 07 tháng Tám.
- 2020: ngày 25 tháng Tám.
- 2021: ngày 14 tháng Tám.
- 2022: ngày 04 tháng Tám.

Vào ngày 7 tháng 7 năm 2020, Google Doodle đã đăng tải hình ảnh chúc mừng ngày lễ Tanabata.

### Tên gọi
Orihime và Hikoboshi được gọi bằng nhiều tên trong các câu chuyện phiên bản khác nhau.
|               | Orihime – 織姫. | Hikoboshi – 彦星 |
| ------------- | --- | --- |
| Tên khai sinh | 棚機津女 hoặc 棚機つ女 – Tanabata-tsume. | 牽牛 – Kengyū |
| Tên hiệu      | 女七夕 – Me-Tanabata. | 男七夕 – O-Tanabata. |
| Các tên khác  | 秋去姫 – Akisari-hime: n.đ. 'Công chúa đi về Thu'. 朝顔姫 – Asagao-hime. n.đ. 'Công chúa vinh quang sớm.' 糸織り姫 hoặc 糸織姫 – Itoori-hime n.đ. 'Công chúa dệt.' 百子姫 – Momoko-hime. n.đ. 'Công chúa quả đào.' 薫物姫 – Takimono-hime. n.đ. 'Công chúa trầm hương.' 蜘蛛姫 – Sasagani-hime. n.đ. 'Công chúa nhện'. 梶葉姫 – Kajinoba-hime. n.đ. 'Công chúa cây dướng' (Washi). 琴寄姫 – Kotoyori-hime. n.đ. 'Cầm Công chúa'. 灯姫 – Tomoshibi-hime. n.đ. 'Công chúa ánh sáng'. 妻星 – Tsuma-boshi. n.đ. 'Chòm sao Thê tử'. 機織姫 – Hata'ori-hime. n.đ. 'Công chúa dệt' 星の妻 – Hoshi-no-tsuma. n.đ. 'Vợ của Kengyū' | 飼星 – Kai-boshi. n.đ. 'Chòm sao Chăn nuôi'. 犬飼星 – Inukai-boshi. n.đ. 'Chòm chăn Chăn chó'. 牛引星 – Ushihiki-boshi. n.đ. 'Chòm sao Chăn bò' |
| Tiêu đề sao   | 女星 – Me-boshi. Chòm Nữ. | 男星 – O-boshi. Chòm Nam. |

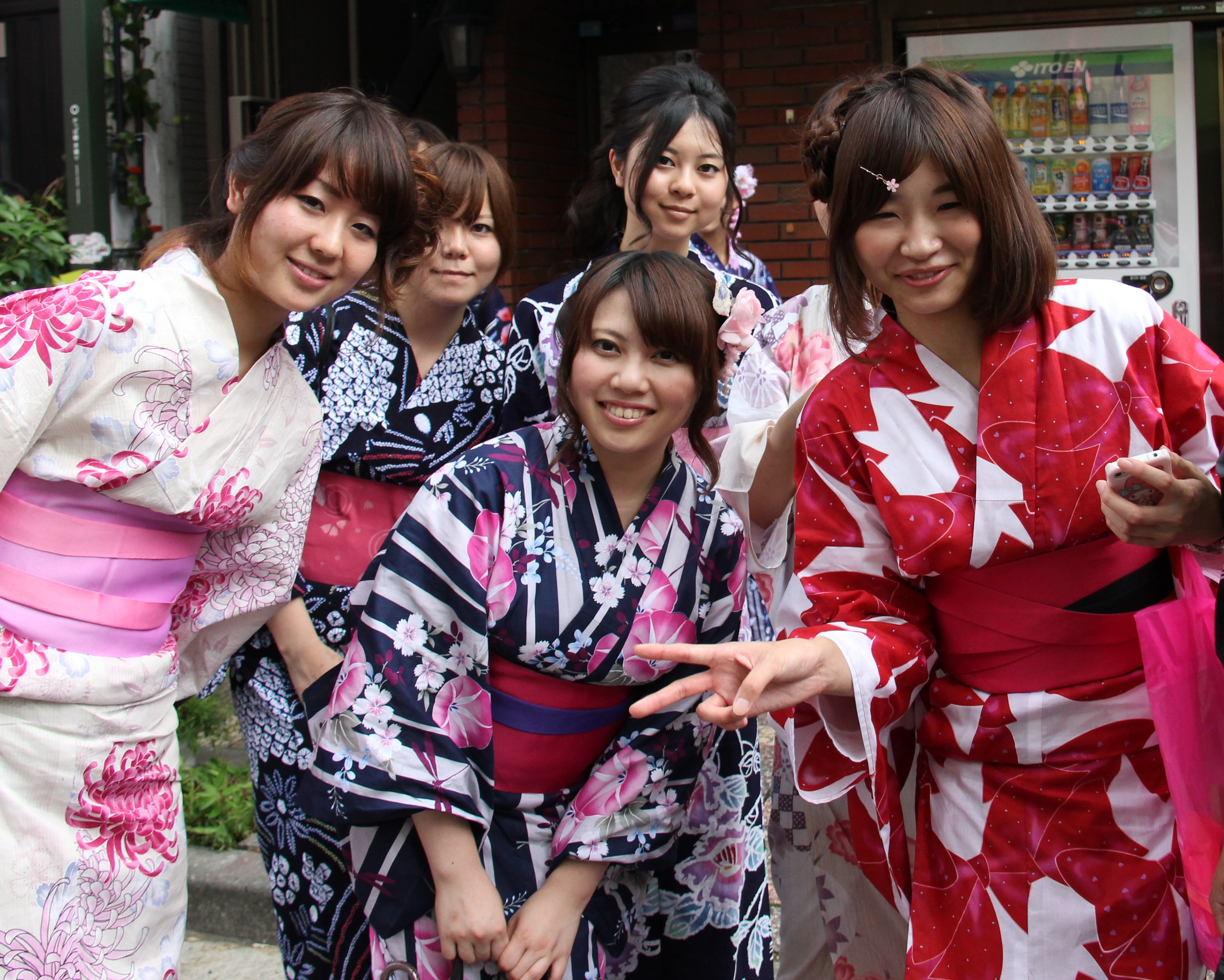
Những người phụ nữ Nhật Bản trong lễ hội Tanabata.

Lễ hội Tanabata còn có nhiều tên gọi khác theo từng vùng của Nhật Bản.
| Các tên gọi khác của lễ hội Tanabata |
| --- |
| ja\|秋七日 Aki-nanoka. Thu thất nhật: ngày thứ 7 của mùa Thu. 芋の葉の露 Imo-no-ha-no-tsuyu: sương từ lá khoai và khoai tây. 七夕雨 Tanabata-ame. Thất Tịch vũ: mưa Tanabata. 七夕送り Tanabata-okuri. Thất Tịch tống: tiễn Tanabata. 七夕紙 Tanabata-gami. Thất Tịch chỉ: những giấy ước nguyện của Tanabata. 七夕色紙 Tanabata-shikishi. Thất Tịch sắc chỉ: màu sắc của Tanabata. 七夕竹 Tanabata-take. Thất Tịch trúc: Trúc hay Tre ước nguyện của Tanabata. 七夕竹売 Tanabata-take'uri. Thất Tịch trúc mại: Tre của Tanabata và những gì mang đến. 七夕棚 Tanabata-dana. Thất Tịch bằng: giá gác của Tanabata. 短冊竹 Tanzaku-dake. Đoản sách trúc: dải giấy Tanzaku. 星今宵 Hoshi-koyoi. Tinh kim tiêu: đêm đầy sao. 星宮祭 Hoshi-no-miya-matsuri. Tinh cung tế: lễ hội vùng sao. 星祭. Tinh tế: lễ hội sao. |

## Lễ hội
Các lễ hội Tanabata quy mô lớn được tổ chức ở nhiều nơi tại Nhật Bản, chủ yếu dọc theo các trung tâm mua sắm và đường phố, được trang trí với các bộ hình phẩm lớn, đầy màu sắc. Lễ hội Tanabata nổi tiếng nhất được tổ chức tại Sendai từ ngày 06 đến 08 tháng Tám. Tại khu vực Kantō, hai trong số các lễ hội Tanabata lớn nhất được tổ chức tại Hiratsuka, Kanagawa (ngày 7 tháng 7). Tại Asagaya, Tokyo, tổ chức ngay trước khi bắt đầu kỳ nghỉ Obon vào giữa tháng Tám. Điều đặc biệt là lễ hội Tanabata cũng được tổ chức ngoài Nhật Bản, tại São Paulo, Brazil vào khoảng cuối tuần đầu tiên của tháng Bảy và Los Angeles, California vào đầu tháng Tám.
Mặc dù lễ hội Tanabata thay đổi theo vùng, nhưng hầu hết các lễ hội đều liên quan đến các cuộc thi trang trí Tanabata. Các sự kiện bao gồm những cuộc diễu hành, các cuộc thi Hoa hậu Tanabata. Giống như các lễ hội Nhật Bản khác, nhiều quầy hàng ngoài trời bán thức ăn, cung cấp các trò chơi lễ hội và thêm vào không khí lễ hội.
Tokyo Disneyland và Tokyo Disney Sea thường tổ chức lễ hội Tanabata với cuộc diễu hành chào mừng với Minnie là Orihime và Mickey là Hikoboshi.

Ngày nay, lễ hội Tanabata còn được đưa vào các trường học Nhật Bản, bên cạnh việc viết những điều ước, học sinh còn có thể tự trang trí lớp học và sáng tác thơ.

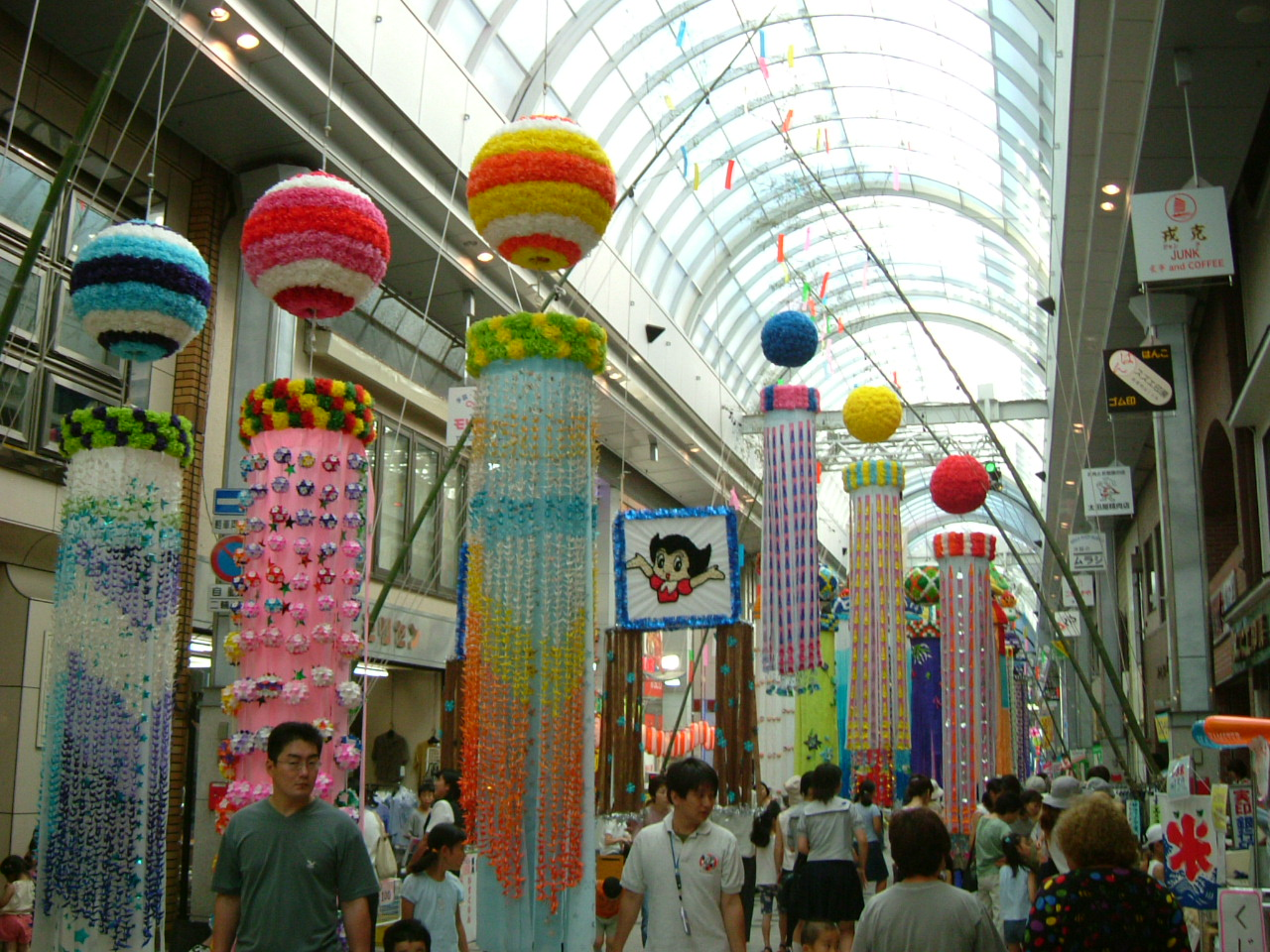
Phố quầy hàng Morioka, năm 2003.
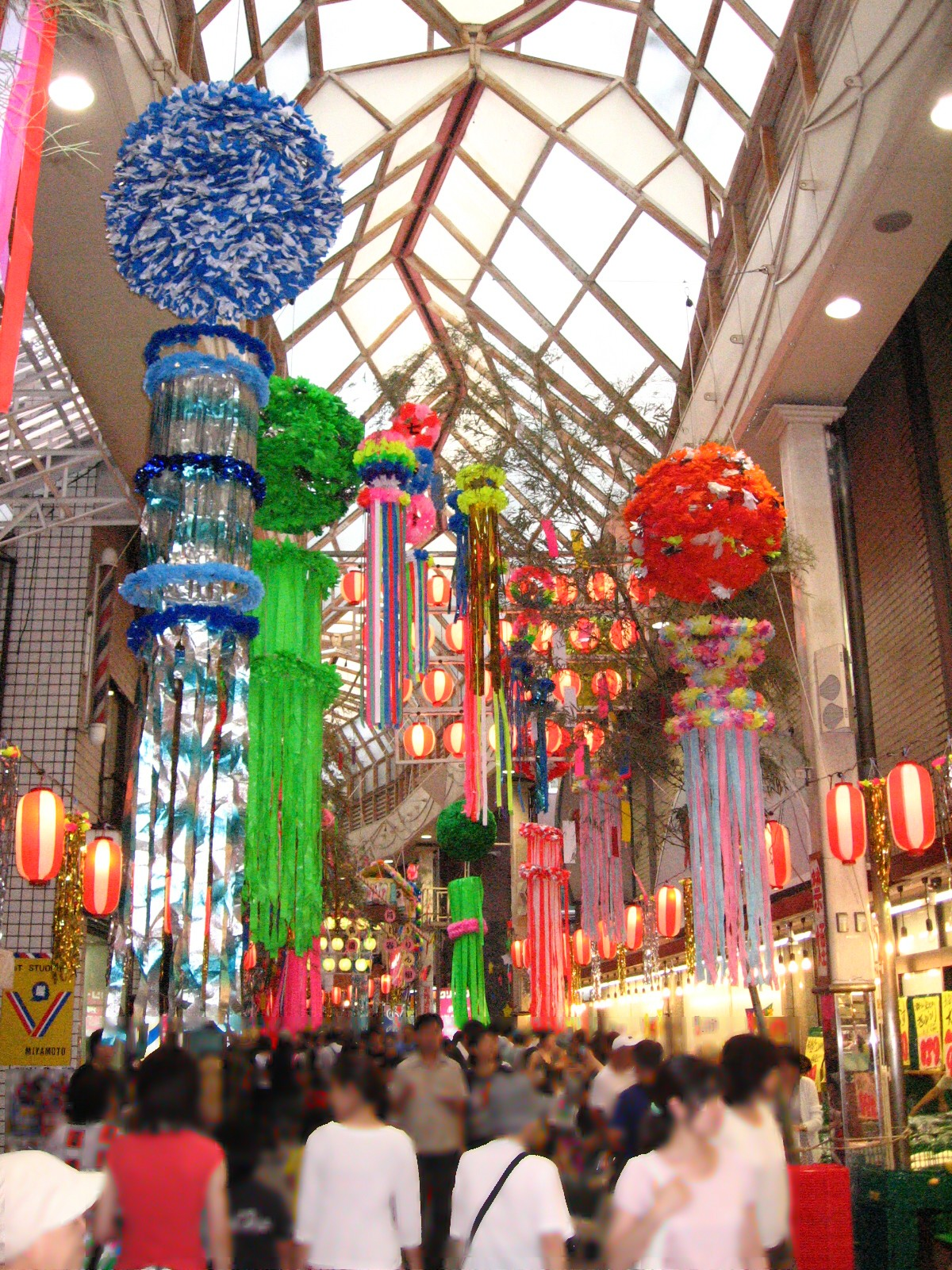
Asagaya, phố Suginami Tokyo, năm 2009.
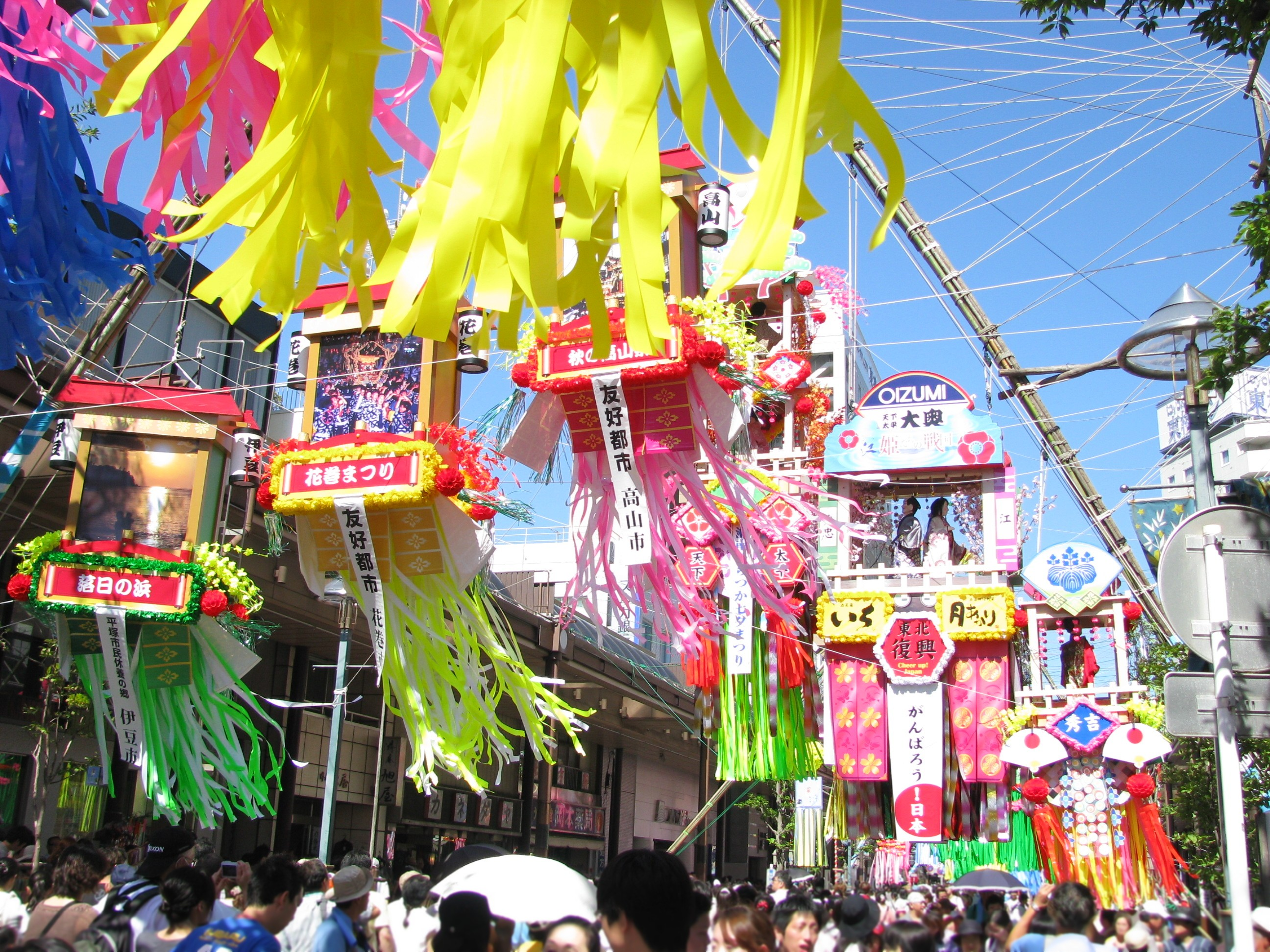
Hiratsuka, năm 2011.
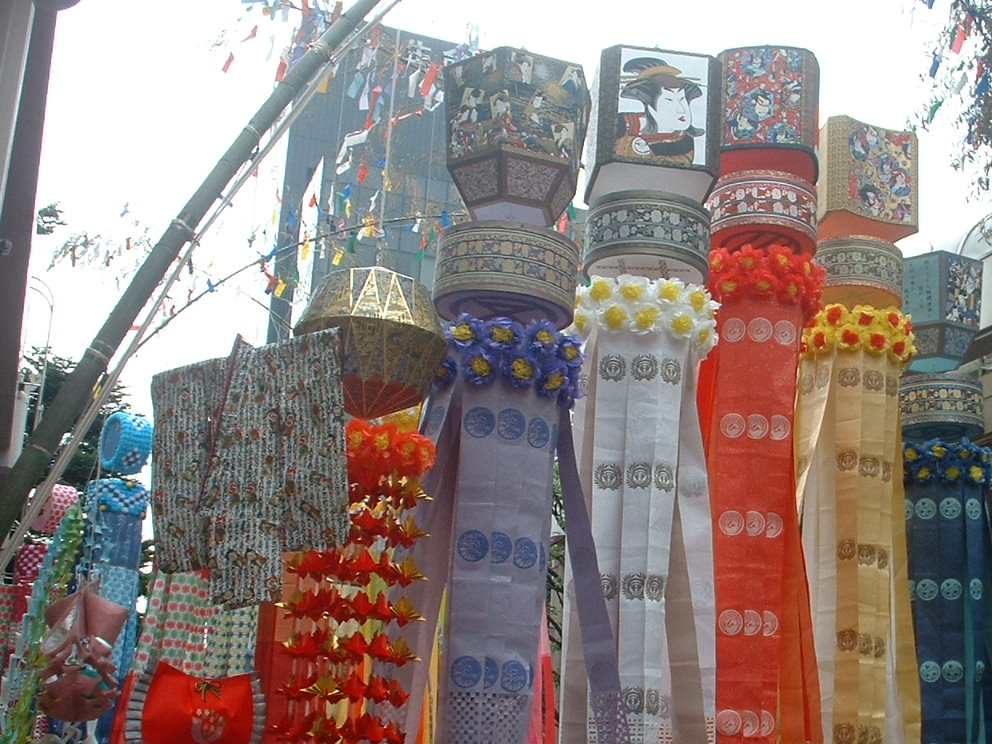
Sendai, năm 2005.

## Lễ hội Sendai
Lễ hội Sendai Tanabata nổi tiếng nhất ở Nhật Bản. Tanabata đã được tổ chức trong khu vực kể từ thời Date Masamune (1567 – 1636), là lãnh chúa đầu tiên của khu vực Sendai. Lễ hội bắt đầu ngay sau khi thành phố được thành lập vào đầu thời Edo. Lễ hội Tanabata dần dần phát triển và trở nên lớn hơn trong những năm qua. Mặc dù sự phổ biến của lễ hội có dấu hiệu giảm dần sau khi Minh Trị phục hồi, gần như biến mất trong thời kỳ suy thoái kinh tế xảy ra sau Thế chiến I, nhưng các tình nguyện viên ở Sendai đã hồi sinh lễ hội vào năm 1928 và thiết lập truyền thống tổ chức lễ hội từ ngày 06 đến 08 tháng Tám cho đến ngày nay.
Trong Thế chiến II, không thể tổ chức lễ hội và hầu như không thấy đồ trang trí nào trong thành phố từ năm 1943 đến năm 1945. Nhưng sau chiến tranh, lễ hội Tanabata lớn đầu tiên ở Sendai được tổ chức vào năm 1946 và có 52 đồ trang trí. Năm 1947, Thiên hoàng Hirohito đã đến thăm Sendai và được chào đón bởi 5.000 đồ trang trí Tanabata. Lễ hội sau đó đã phát triển thành một trong ba lễ hội mùa hè lớn ở vùng Tōhoku và trở thành một điểm thu hút khách du lịch lớn. Lễ hội hiện bao gồm một màn trình diễn pháo hoa được tổ chức vào ngày 05 tháng Tám.

Tại lễ hội Sendai Tanabata, theo truyền thống, người ta sử dụng bảy loại trang trí khác nhau, mỗi loại đại diện cho các ý nghĩa khác nhau. Bảy trang trí và ý nghĩa biểu tượng của chúng là:

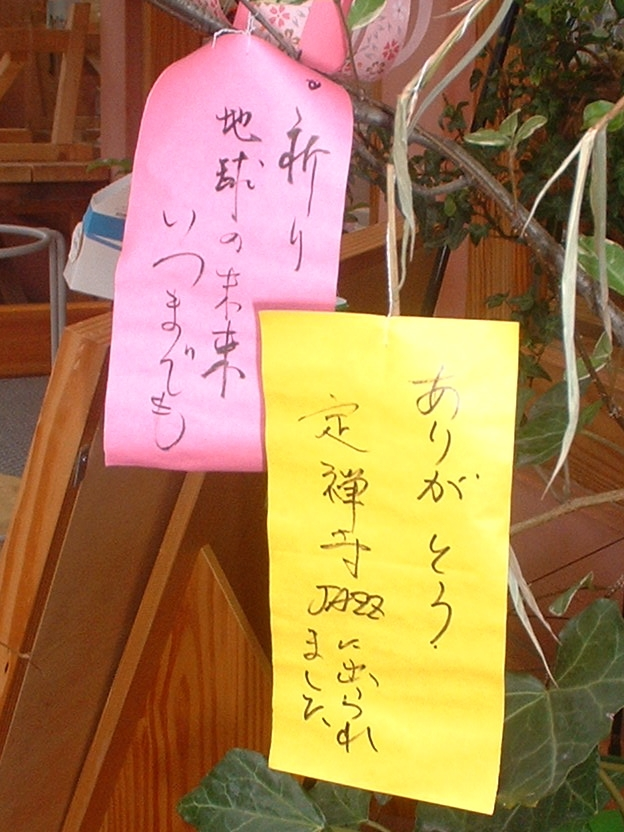
Dải giấy (短冊 Tanzaku?): lời viết tay ước muốn tốt đẹp cho Trái Đất và lời cảm ơn.
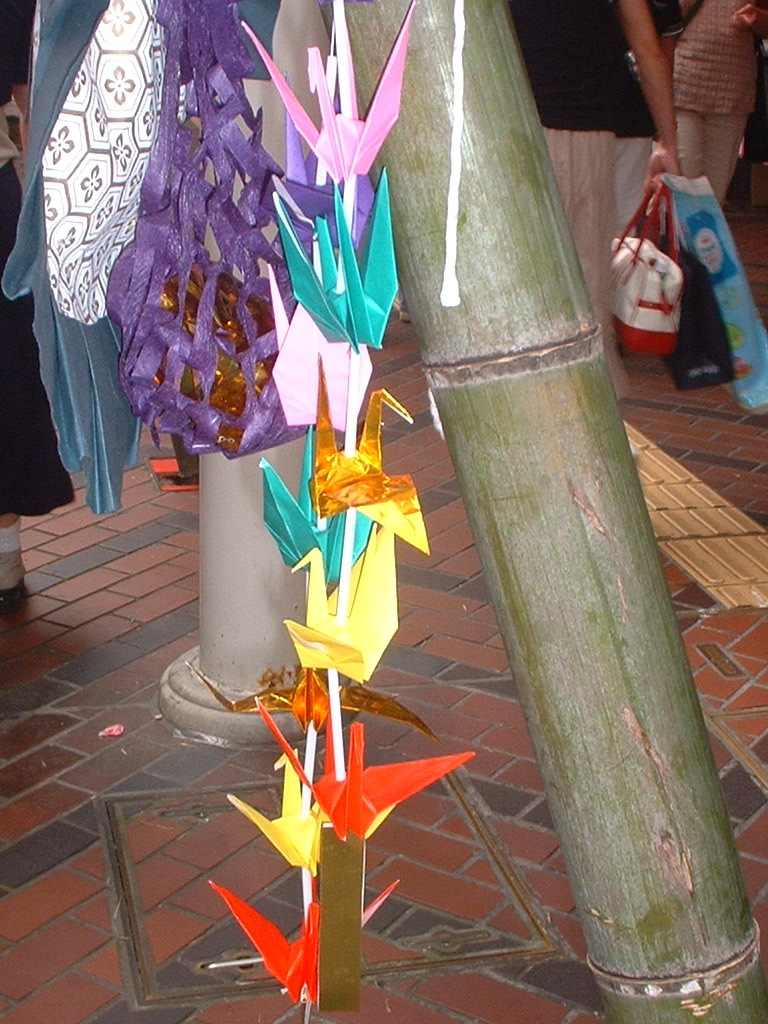
Giấy hạc (折り鶴 Orizuru?): trang trí Origami cho cuộc sống dài.
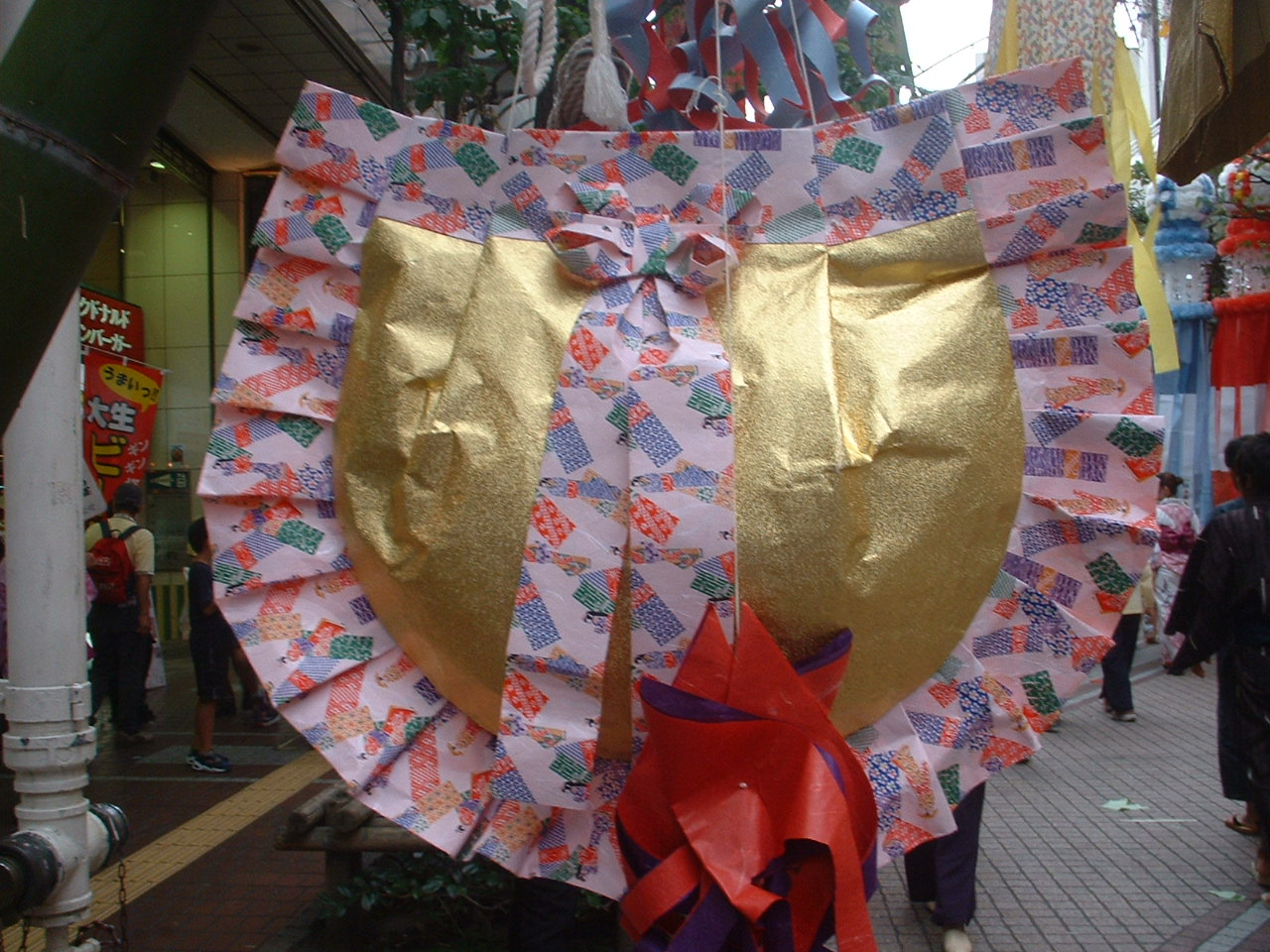
Cái ví (巾着 Kinchaku?): trang trí cho kinh doanh tốt.
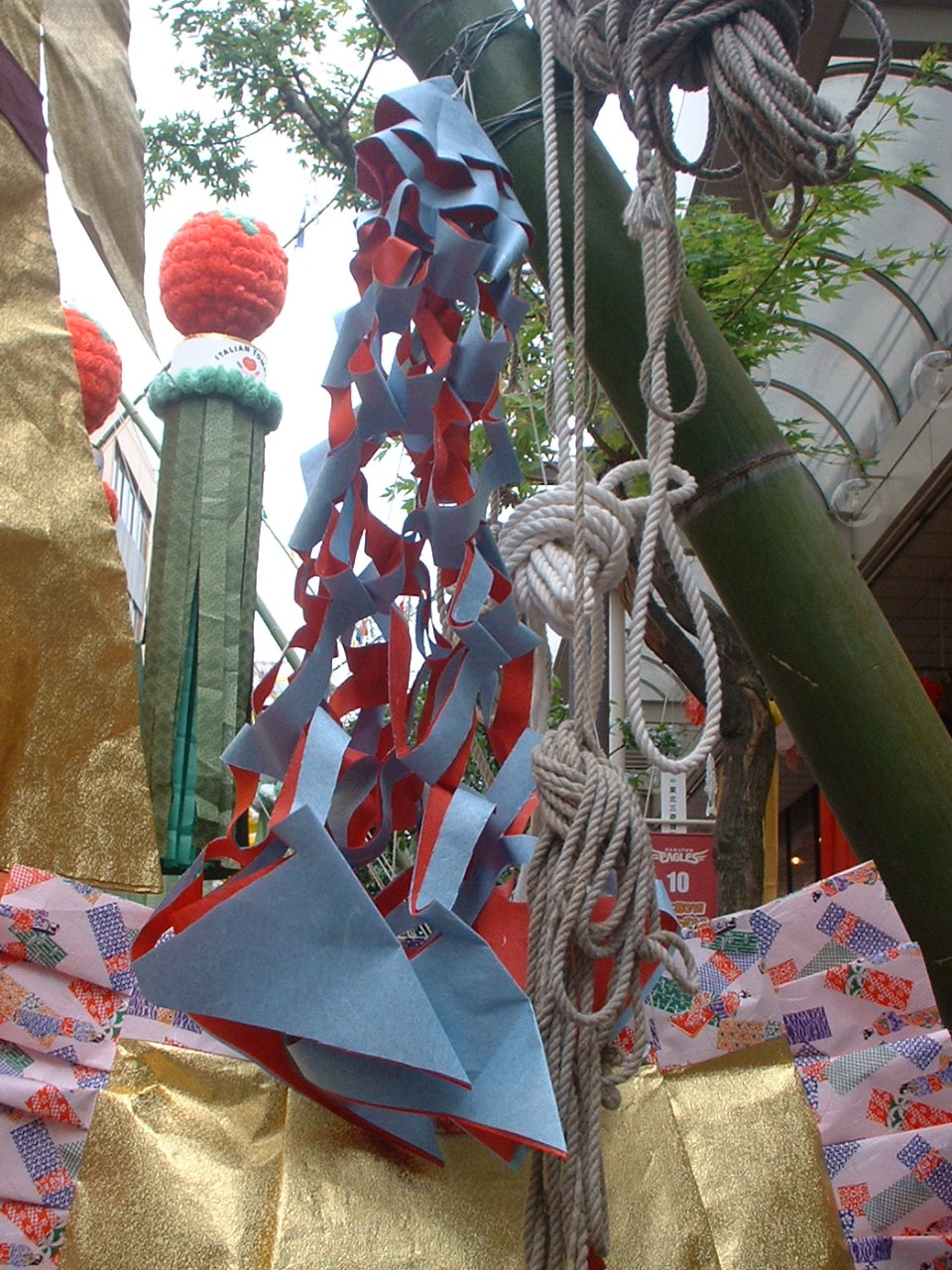
Lưới (投網 Toami?): trang trí cho câu cá.
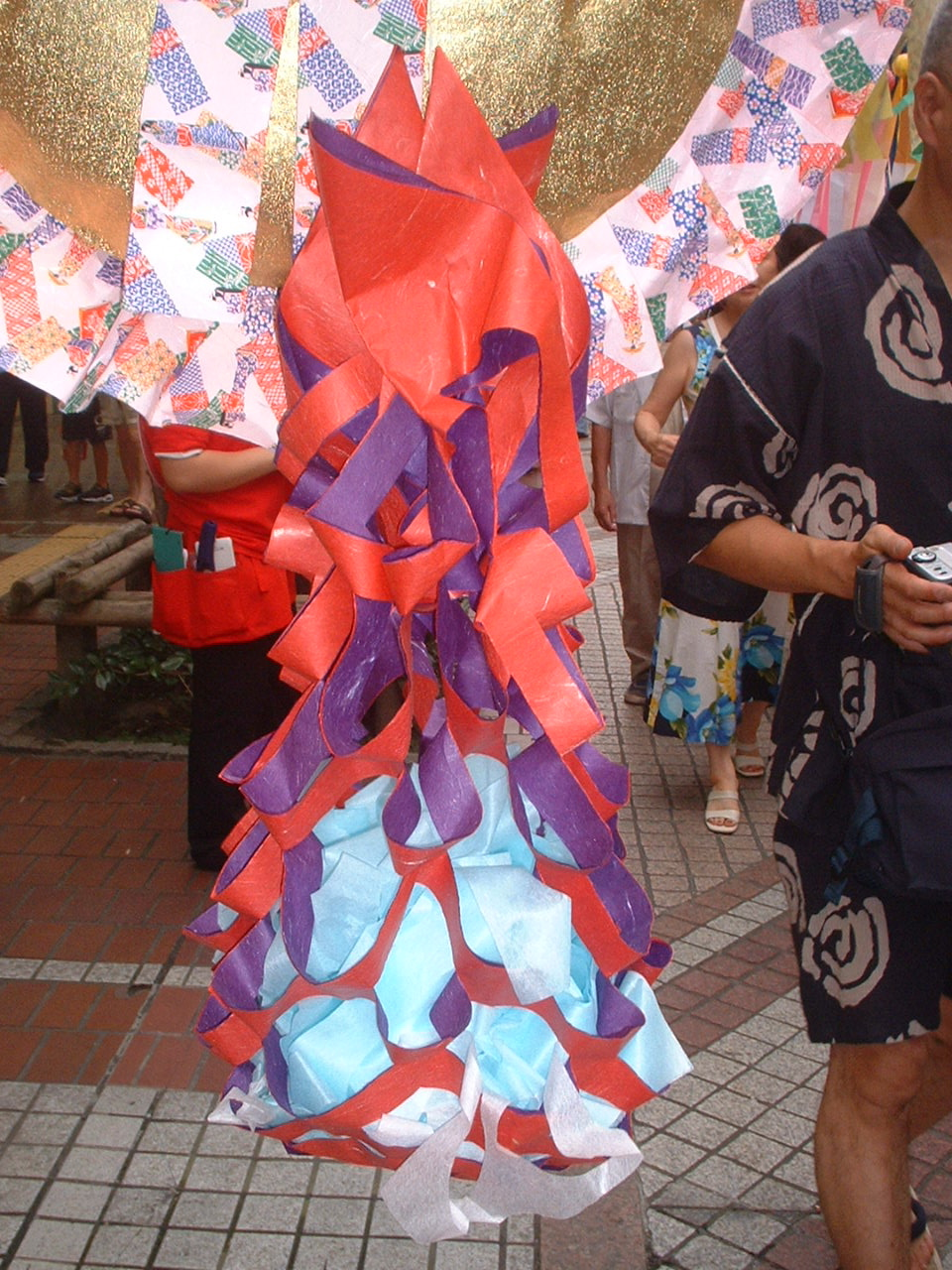
Túi rác (くずかご Kuzukago?): giấy trang trí cho sự sạch sẽ.
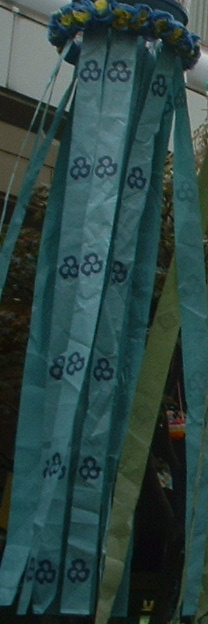
Áo gió (吹き流し Fukinagashi?): trang trí cải thiện kỹ năng dệt.
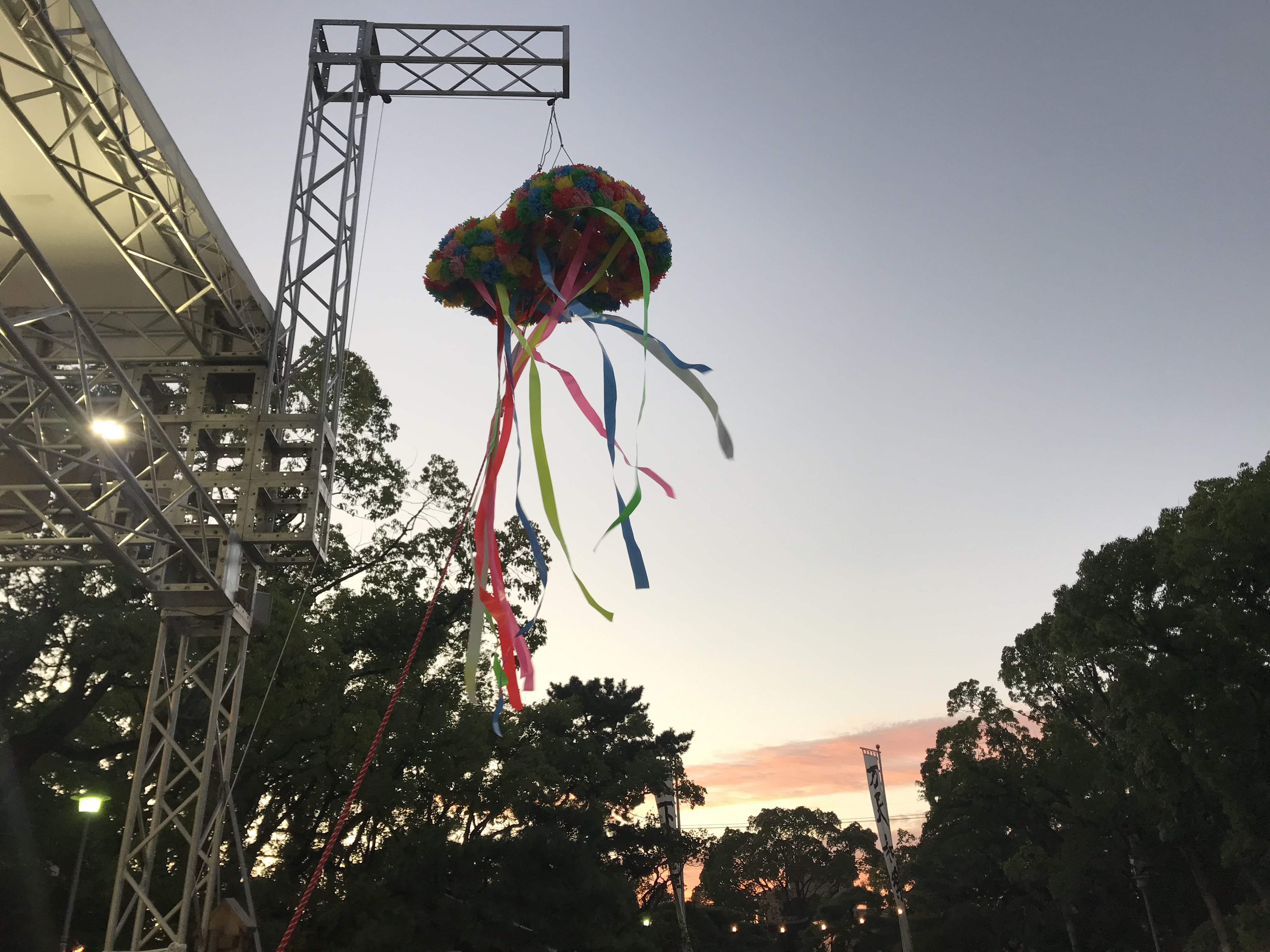
Bóng trang trí ̣(薬玉, Kusudama): trang trí phụ trợ cho hình phẩm Tanabata.

Quả bóng trang trí (薬玉, Kusudama) thường được trang trí trên các bộ hình phẩm trong trang trí Tanabata ngày nay ban đầu được làm vào năm 1946 bởi chủ một cửa hàng ở trung tâm thành phố Sendai. Quả bóng ban đầu được mô phỏng theo hoa thược dược. Trong những năm gần đây, đồ trang trí hình hộp đã trở thành lựa chọn thay thế phổ biến cho bóng trang trí.

## Hội nghị thượng đỉnh G8 năm 2008
Năm 2008, Hội nghị thượng đỉnh G8 lần thứ 34 tại Tōyako, Hokkaido đúng đợt lễ hội Tanabata. Với tư cách là chủ nhà, Thủ tướng Nhật Bản Yasuo Fukuda đã mời các nhà lãnh đạo G8 tham gia tham quan lễ hội. Mỗi người, đặc biệt là các Nguyên thủ quốc gia được yêu cầu viết một điều ước lên một tờ giấy gọi là tanzaku, treo tanzaku trên Tre ước nguyện, vì hành động cần thiết để thay đổi thế giới tốt đẹp hơn. Như một cử chỉ tượng trưng cho tinh thần nhân loại.
Bộ Ngoại giao Nhật Bản đã tạo các dải giấy màu và một cây tre cho những điều ước G8 có sẵn ở quận Roppongi trong hội nghị thượng đỉnh. Các tổ chức biểu tình ở Sapporo trong hội nghị thượng đỉnh G8 cũng đã cố gắng sử dụng tinh thần Tanabata để tập trung sự chú ý vào một loạt các mong muốn khác nhau. Các tổ chức phi chính phủ bao gồm Oxfam và CARE International đã thiết lập một chiến dịch kiến nghị mong muốn trực tuyến cùng với Hội nghị thượng đỉnh G8 và Tanabata. Bên ngoài Nhật Bản, cử chỉ kịp thời của Thủ tướng Fukuda tạo thành các ảnh hưởng không dự đoán trước được. Ví dụ, tờ báo được lưu hành trên toàn quốc của Ấn Độ, The Hindu, đã chọn chủ đề lễ hội này bằng cách in một bài xã luận với những ước muốn độc đáo của Tanabata.
Thủ tướng Fukuda đã mời đồng bào của mình thử tắt đèn trong nhà và bước ra ngoài để cùng gia đình tận hưởng cảnh tượng Ngân Hà trên bầu trời đêm. Vào ngày 7 tháng 7, Bộ Môi trường Nhật Bản dự đoán rằng hơn 70.000 cơ sở và hộ gia đình trên khắp Nhật Bản sẽ tắt đèn từ 20:00 đến 22:00 như một bước biểu tượng và như một mong muốn cho tương lai.